# 交汇站
交汇站（英语：Junction station）指位于或靠近铁路交汇处的铁路车站，通常至少拥有通往三个方向的铁路（至少为一进二出，反向亦然）。注意，车站内铁路线路只有一进一出但为单线铁路和复线铁路连接处的车站不能称为“交汇站”，因为其只有通往两个方向的铁路。很多交汇站拥有多个站台，以供不同方向的列车停靠，但这并不绝对。“交汇站”这一类型的铁路车站的中文站名可以为“XX交汇站”，也可以不为“XX交汇站”。
在英语国家，交汇站的英文站名多包含有“Junction”这一英文单词，中文译名对应为“XX交汇站”。在中国，虽有“交汇站”这一类型的铁路车站，但站名却通常不称为“XX交汇站”。